# Pentafluorbenceno
El pentafluorobenceno es un compuesto organohalogenado con flúor como sustituyente. Su fórmula molecular es C
6HF
5. la formula estructural está formada por un anillo de benceno sustituido con cinco átomos de flúor. A temperatura y presión ambiental, la sustancia se presenta como un líquido incoloro con un punto de ebullición similar al del benceno. Se prepara a por desfluoración de ciclohexanos altamente fluorados sobre níquel o hierro calientes. También mediante deshidrofluoración de ciclohexano polifluorado utilizando una solución acuosa caliente de KOH.